# Ordine di San Giorgio (Regno d'Ungheria)
L'Ordine di San Giorgio (in ungherese:  Szent György-lovagrend) fu il primo ordine cavalleresco dell'Europa Centrale e fu istituito nel 1326 da Carlo I d'Ungheria.
All'Ordine furono assegnati inizialmente 50 cavalieri. I nuovi membri potevano essere iscritti solo con l'unanime accettazione degli altri membri e dovevano giurare fedeltà alla monarchia ungherese. La divisa degli appartenenti all'ordine era un mantello nero dotato di cappuccio e recante una scritta in lingua latina.
L'Ordine durò solo un breve periodo.